# Висока школа струковних студија за образовање васпитача Нови Сад
Висока школа струковних студија за образовање васпитача једна је од високих школа у Новом Саду. Налази се у улици Петра Драпшина 8.

## Историјат

### Школа за васпитаче
Повећан број деце и нови школски програми 1945. године су довели до потребе за новим обученим кадровима за рад са мањом децом па се обука за занимање учитеља и „забавиља” раздваја. Постојеће школе се тако називају „учитељске”, а оснивају се нове „школе за васпитаче”. Прва таква школа је основана у Вршцу 1949, а због недостатка услова за оснивање школа у појединим крајевима Војводине у учитељским школама у Сомбору, Вршцу, Панчеву и Сремским Карловцима су одржавани течајеви за васпитаче у трајању од шест месеци до годину дана. Срески одбор за просвету је почетком 1950. покренуо иницијативу за оснивање школе за васпитаче у Новом Саду, а Министарство просвете Социјалистичке Републике Србије је две године касније одлучило да се отвори средња школа за васпитаче у трајању од четири године која би обучавала стручне кадрове из целе Југославије за јаслице, обданишта и забавишта. Школовање је продужено на пет година 1954—1955. Зграда у којој је радила је једна од најстаријих школских зграда у Новом Саду изграђена 1912. године у Футошкој улици, у којој данас ради Електротехничка школа „Михајло Пупин”. Преселили су се у нову зграду 1953—1954. у Школској улици број 4 и просторије у приземљу су се претвориле у интернат за ученице школе. Хиљадити ученик Школе за васпитаче је 1972—1973. положио завршни испит.

### Педагошка академија
Средином седамдесетих година 20. века Министарство просвете СР Србије и Аутономне Покрајине Војводине увиђа потребу за подизањем Школе за васпитаче на виши ниво и она прераста у Педагошку академију. Јануара 1974. је Покрајински секретаријат за образовање одлучио да она треба да обезбеди потребне услове за почетак студија по посебном програму за васпитаче па се настава изводила на језицима народа по принципима двојезичности. Републички секретаријат за образовање и науку из Београда је у марту 1975. донео Нацрт закона о педагошкој академији и доставио га академијама у оснивању, каква је била и новосадска. Увођењем усмереног образовања средње школе су се поново објединиле, а 1982—1983. у Новом Саду се формирало тринаест образовних центара, Радна организација Средња школа просветне струке „Светозар Марковић” која је формирана од припремног степена Педагошке академије за усмерено образовање и Гимназија „Светозар Марковић” за заједничко образовање. Завршни степен Педагошке академије се одвојио од припремног и постао самостална образовна институција при Универзитету у Новом Саду као Радна организација „Педагошка академија Моша Пијаде”. У данашњу зграду, у улици Петра Драпшина, су се преселили 1982—1983. где је до тада радила Школа за дизајн „Богдан Шупут”.

### Висока школа струковних студија за образовање васпитача
Због недостатака наставног плана и програма из 1994. године и измена Закона о основама васпитања и образовања 2004. и Закона о предшколском васпитању и образовању 2010. предложено је да се оснују основне струковне студије за образовање васпитача у трајању од три године у складу са савременим светским токовима и стањем струке, науке и уметности у пољу друштвено–хуманистичких наука. Национални савет за високо образовање Републике Србије је први пут акредитовао студијски програм основних струковних студија за образовање васпитача 2007. године, а 2012. је измењен, допуњен и акредитован по други пут. Курикулум студијског програма су чинила знања из Академско–општеобразовне области: матерњи језик, језици националних заједница, страни језик, здравствено образовање и предмети из друштвених наука, Стручно–апликативне области: информатички предмети, методике, организација и структура васпитно–образовног процеса и Научно–уметничко–стручне области: предмети из педагогије, психологије и уметности. Акредитацију Студијског програма специјалистичких струковних студија другог степена су добили 2009. године. Бројали су 547 студената на све три године основних студија и педесет студената на специјалистичким студијама 2011—2012. Данас садрже основне и мастер студије.